# Тигерстедт, Эрик
Эрик Магнус Кэмпбелл Тигерстедт (швед. Eric Magnus Campbell Tigerstedt; 4 августа 1887, Гельсингфорс, Великое княжество Финляндское — 20 апреля 1925, Нью-Йорк, США) — шведско-финский изобретатель, инженер и промышленник, работавший также в Германской империи, Дании и США.

## Биография
Родился в семье известного научного и политического деятеля, геолога и дендролога Акселя Фредрика Тигерстедта и Марии Елены Флоренс фон Шульц. Имел сестру Марию и братьев Эрана, Карла Густава Людвига, Акселя Улофа и Акселя Эрнульфа — известного финского шведскоязычного писателя.
Был одним из самых значительных финских изобретателей. Его называли «Томасом Эдисоном Финляндии». Он первый озвучил немой фильм. С 1912 по 1924 год получил 71 патент.
Уже 11-летним мальчиком Эрик смастерил простую камеру, а когда стал на два года старше, создал электродвигатели и батареи для своей конструкции. В 1902 году он, поссорившись с отцом и покинув родной дом, начал работать разнорабочим в различных механических мастерских и на верфи в Гельсингфорсе. Потом устроился на работу техником телефонной связи.
Является первым радиолюбителем Российской Империи. Его активность в радиосвязи привела к помехам для российских ВМФ. Был арестован, а затем освобождён.
В 1908 году Тигерстедт переехал в Германию, чтобы получать дальнейшее образование. Получив среднее образование, поступил на электротехнический факультет политехникума в Кетене. Окончив обучение в 1911 году, он вернулся в Финляндию, где экспериментировал в области технологии звукового кино. В 1913 году приехал в Германию и вместе с шведами, бизнесменом Акселем Вальстедтом и инженером Гуго Свартлингом, основал компанию «Фотомагнетофон» — первую в ряде его неудачных деловых начинаний. Сначала лабораторию конфисковали за неоплаченный съём, а потом её уничтожил пожар. В январе 1914 года компания распалась.
Тигерстедт продолжал работать над озвучкой немого кино, и ему удалось решить главную техническую проблему — усиление звука в большом зрительном зале, благодаря совершенствованию радиолампы Ли де Фореста. Её коэффициент усиления увеличился в несколько раз. В феврале-марте 1914 года Тигерстедт показал свой самостоятельно озвученный фильм Word and Picture («Слово и изображение») небольшой группе учёных.
Будучи вынужденным покинуть Германию как гражданин Российской империи, в июле 1914 года Тигерстедт вернулся в Финляндию, затем перебрался сначала в Швецию, а в 1915 году — в Данию. После ещё одной неудачной попытки начать производственную деятельность он переехал на родину, а в 1917 году вернулся в Данию. Он основал там ещё одну фирму, которую потом пришлось продать. После этого он принял участие в создании норвежской компании «A / S Анод», в которой имел 45 % акций.
Как гражданина Финляндии Тигерстедта мобилизовали во время Гражданской войны в Финляндии, и в феврале 1918 года он прибыл на фронт. После прекращения боевых действий принял участие в параде победы 16 мая 1918 года, затем вернулся в Данию, где в 1919 году женился на Ингрид Лигнелль. В 1921 году у них родился сын — Карл Аксель Вальдемар, а вскоре родители развелись.
После начала Первой мировой войны в Германии признаны недействительными все патенты Тигерстедта. После войны он получил компенсацию от немецкого правительства — мизерную по причине гиперинфляции в Германии 1921—1923 годов. В 1922 году Тигерстедт переместил свою лабораторию в Финляндию и основал новую компанию под названием «Патенты Тигерстедта» — также неудачно.
В 1923 году Тигерстедт переехал в Америку, где основал свою последнюю компанию «The Tiger Manufacturing Co», которая производила малогабаритные радиоприёмники и шифровальные устройства. Мексиканское правительство приобрело два таких устройства, имел место неплохой сбыт продукции. Тигерстедт имел возможность встретиться с американским изобретателем Томасом Алво Едисонном, и он написал министру торговли рекомендательное письмо о Тигерстедте.
20 апреля 1924 года Тигерстедт попал в автокатастрофу, а в следующем году в тот же день умер от туберкулёза почек, вызванного последствиями травм, полученных в этой катастрофе. Прах изобретателя перезахоронен в Хельсинки.

## Некоторые изобретения
- Модель автоматической винтовки со счётчиком выстрелов, которая выстреливала под натиском большого пальца. Ему хватило средств, чтобы её запатентовать.
- Трёхколесный мотоцикл.
- Устройство для записи звука на металлический провод — фотомагнитофон. Это изобретение не получило признания и не принесло автору никакой финансовой выгоды.
- Электроофтальмоскоп, прибор для передачи изображения и звука на дальние расстояния. На передающем и приёмном пунктах установлены зеркала-вибраторы. В передатчике использованы фотоэлектрические свойства селена, а в приёмнике лучи от источника света модулируются с помощью устройства Фарадея. Полученное изображение проецировалось на экран. Состоялся сеанс передачи изображения через электрический кабель из Лондона до Берлина.
- Переговорное устройство для пилотов, отличавшееся миниатюрностью наушников. На его основе был разработан слуховой аппарат для слабослышащих вместо традиционного и устаревшего акустического рожка-конфузора.
- Немецкий патент (1914) за метод озвучивания фильма.
- Патент за совершенствование триода: значительное увеличение коэффициента усиления, концентрическое размещение электродов, применение стальных зеркал, чтобы предотвратить искажение сигнала.
- Карманный складной телефон с очень тонким угольным микрофоном (1917 год), прообраз нынешних мобильных телефонов.
- Патент на процесс передачи под водой ультразвукового сигнала частотой 30 кГц.